# Aedicira mediterranea
Aedicira mediterranea är en ringmaskart som beskrevs av Laubier och Ramos 1974. Aedicira mediterranea ingår i släktet Aedicira och familjen Paraonidae. Inga underarter finns listade i Catalogue of Life.